# Zeekr 9X
Zeekr 9X — гибридный полноразмерный внедорожник, выпускаемый с 2025 года китайской компанией Zhejiang Geely Holding Group под брендом Zeekr. 

## Описание
Zeekr 9X дебютировал 23 апреля 2025 года на Шанхайском автосалоне параллельно с Lynk & Co 900. По сути, это первый гибридный автомобиль в модельном ряду Zeekr.
Zeekr 9X оснащён аккумулятором CATL Freevoy Battery (по некоторым данным — 6C Xiaoyao). Запас хода на электротяге составляет 380 км по циклу CLTC, а в совокупности с бензиновым двигателем — 1500 км, что является самым большим показателем среди всех гибридных кроссоверов в мире. От 20% до 80% аккумулятор заряжается за 9 минут.
Мощность переднего электродвигателя составляет 290 кВт (395 л. с.), а заднего — 370 кВт (503 л. с.). Суммарная мощность — 898 л. с.
До 100 км/ч автомобиль разгоняется за 3 секунды. Максимальная скорость — 240 км/ч.
Кроме электродвигателей, Zeekr 9X также оснащается 2,0-литровым бензиновым двигателем с турбонаддувом. Трансмиссия — трёхступенчатая гибридная (DHT). Привод — полный. Подвеска автомобиля пневматическая, с двухкамерной конструкцией и активными стабилизаторами.
Zeekr 9X также оснащён системой автономного вождения G-Pilot H9 третьего уровня с двумя чипами Thor. Суммарная вычислительная мощность 1400 TOPS обеспечивает работу пяти лидаров.
Конкурентом является Rolls-Royce Cullinan.